# Lačinský koridor

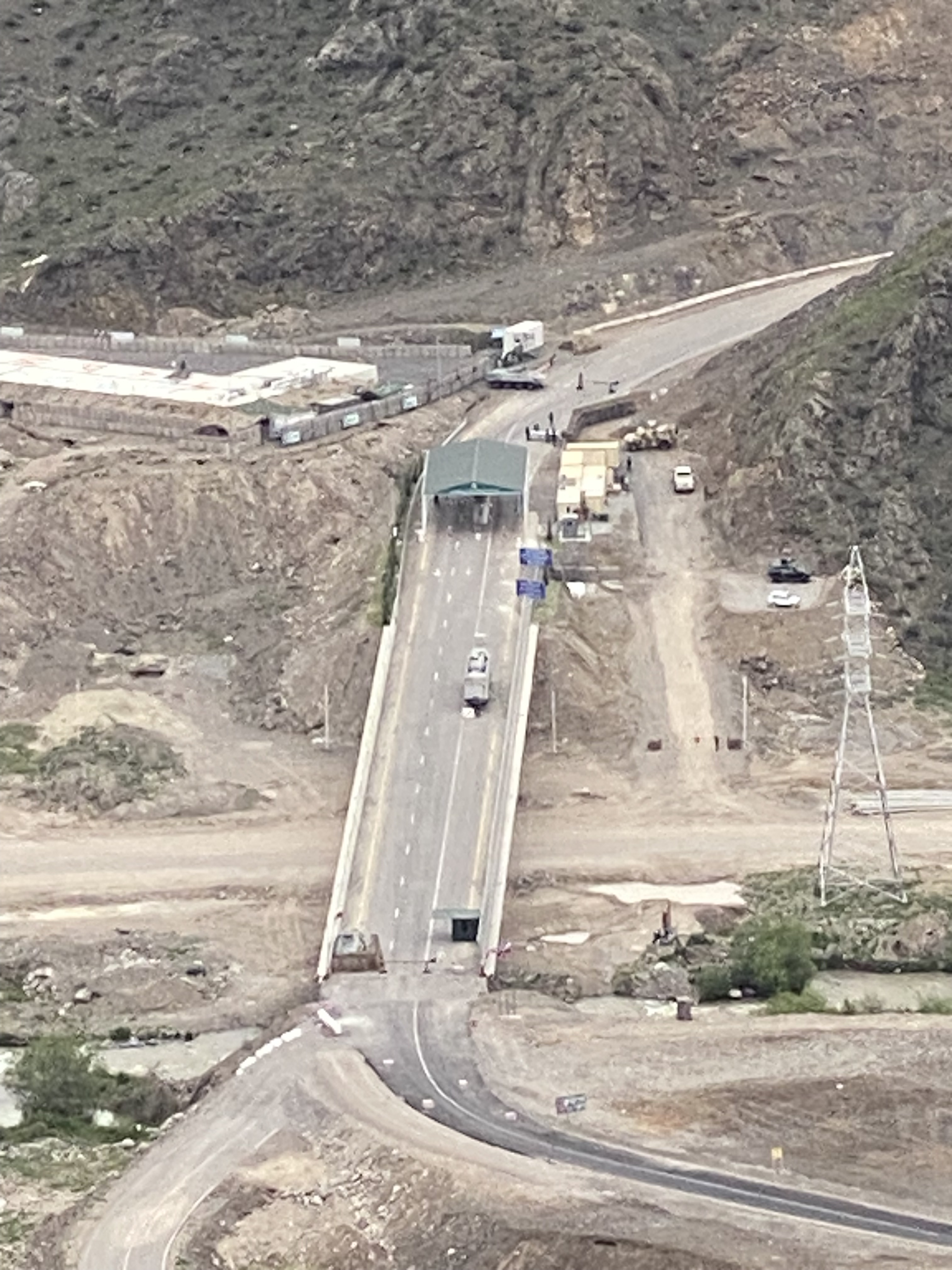
Ázerbájdžánský checkpoint u Lačinského koridoru u mostu Hakari, při pohledu z arménského Kornidzoru. Checkpoint byl zřízen 23. dubna 2023 v rozporu s trojstrannou dohodou o příměří, která ukončila válku v roce 2020.

Lačinský koridor je horská silnice, která spojuje Arménii a republiku Arcach (dříve Náhornokarabašskou republiku). Jako jediná cesta mezi těmito dvěma územími je považována za humanitární koridor pro arménské obyvatelstvo Náhorního Karabachu. Koridor se nachází v ázerbájdžánském rajónu Lačin.

## Vývoj situace
Po skončení druhé války o Náhorní Karabach (září–listopad 2020) převzaly podle dohody kontrolu nad oblastí ruské síly.
V prosinci 2022 koridor zablokovali údajní ázerbájdžánští ekologičtí aktivisté. Učinili tak s odkazem na to, že karabašští Arméni nelegálně těží zlato a měď v dolech Kašen a Drmbon. Arméni jsou však přesvědčeni, že aktivisté jsou napojeni na ázerbájdžánskou vládu. Někteří to i přiznali. Blokáda však v Náhorním Karabachu způsobila nedostatek potravin, léků i pohonných hmot.
Dne 23. dubna 2023 ázerbájdžánští představitelé zřídili v koridoru kontrolní stanoviště s tvrzením, že má zabránit „nelegální“ přepravě vojenských zásob a přírodních zdrojů; nicméně republiky Arménie a Arcach obvinění popřely.
Ázerbájdžánská blokáda koridoru byla kritizována mnoha státy i organizacemi, které se zabývají ochranou lidských práv. Mnohé z nich ji považují za porušení dohody o příměří, která ukončila druhou válku o Náhorní Karabach a která zaručuje bezpečnost pohybu v koridoru v obou směrech.
Ve dnech 19.–20. září 2023 Ázerbájdžán provedl bleskovou vojenskou operaci, při které převzal kontrolu nad Náhorním Karabachem.